# Pfarrkirche Nesselwängle

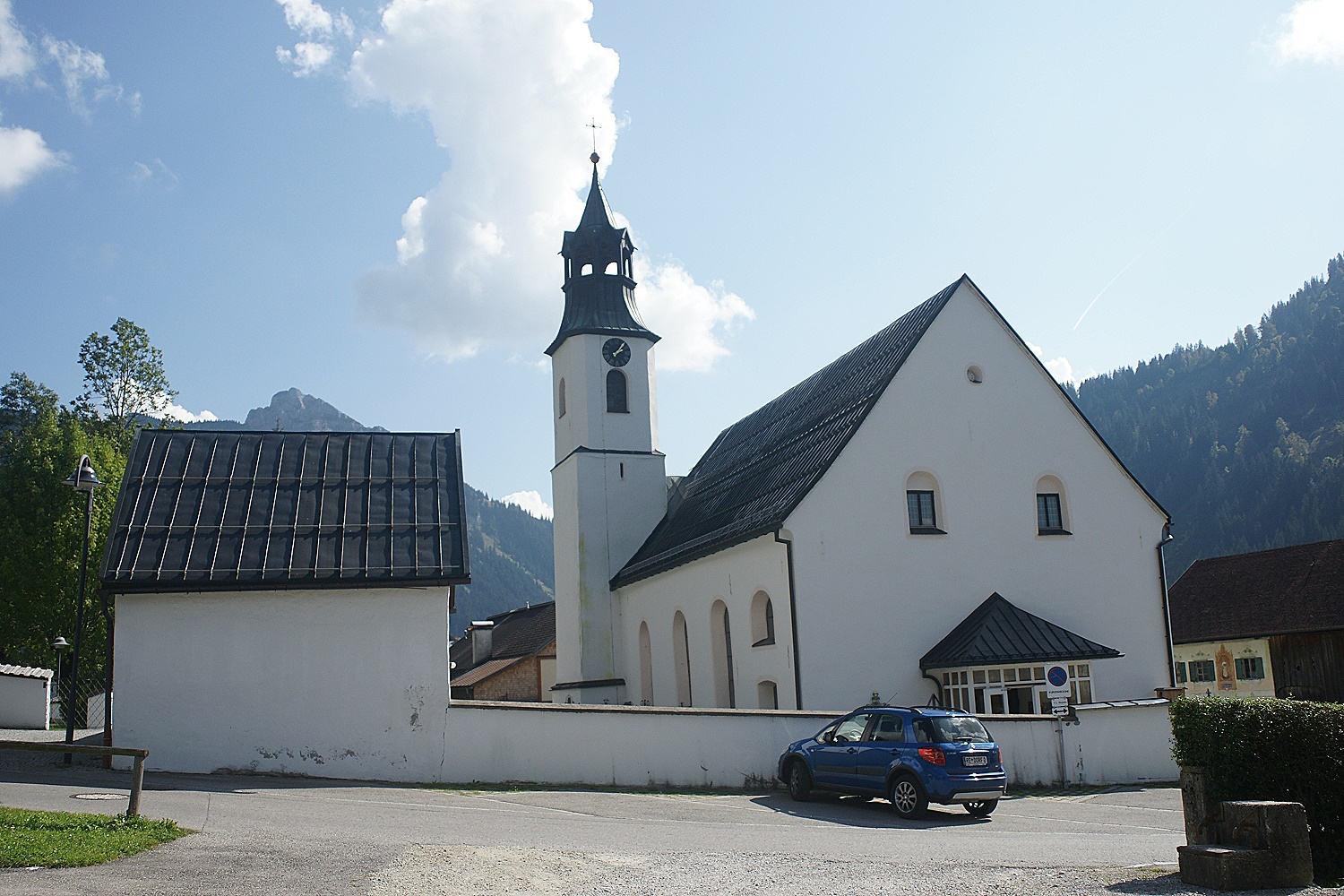
Katholische Pfarrkirche Unsere Liebe Frau Mariä Himmelfahrt in Nesselwängle

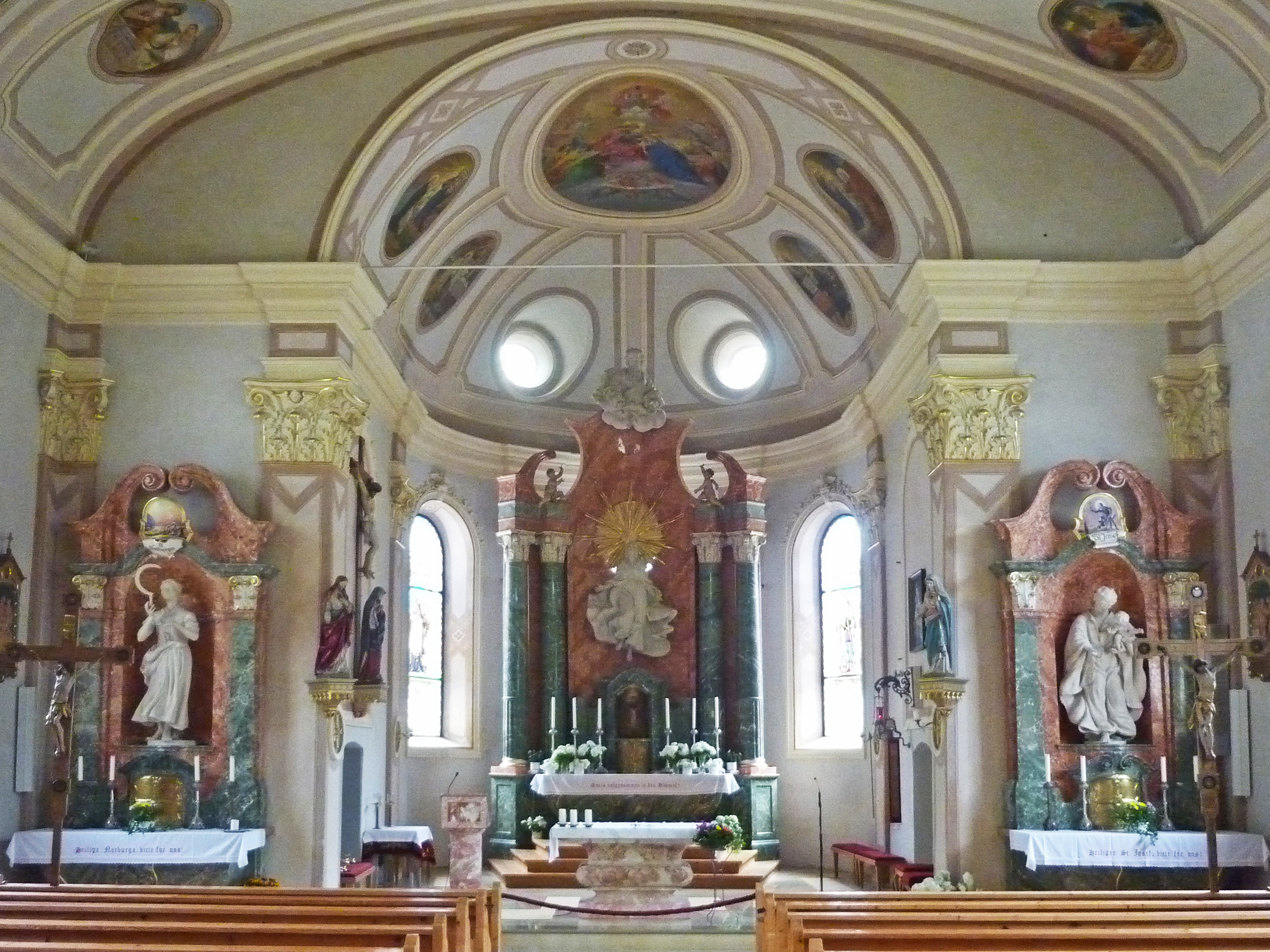
Langhaus, Blick zum Chor

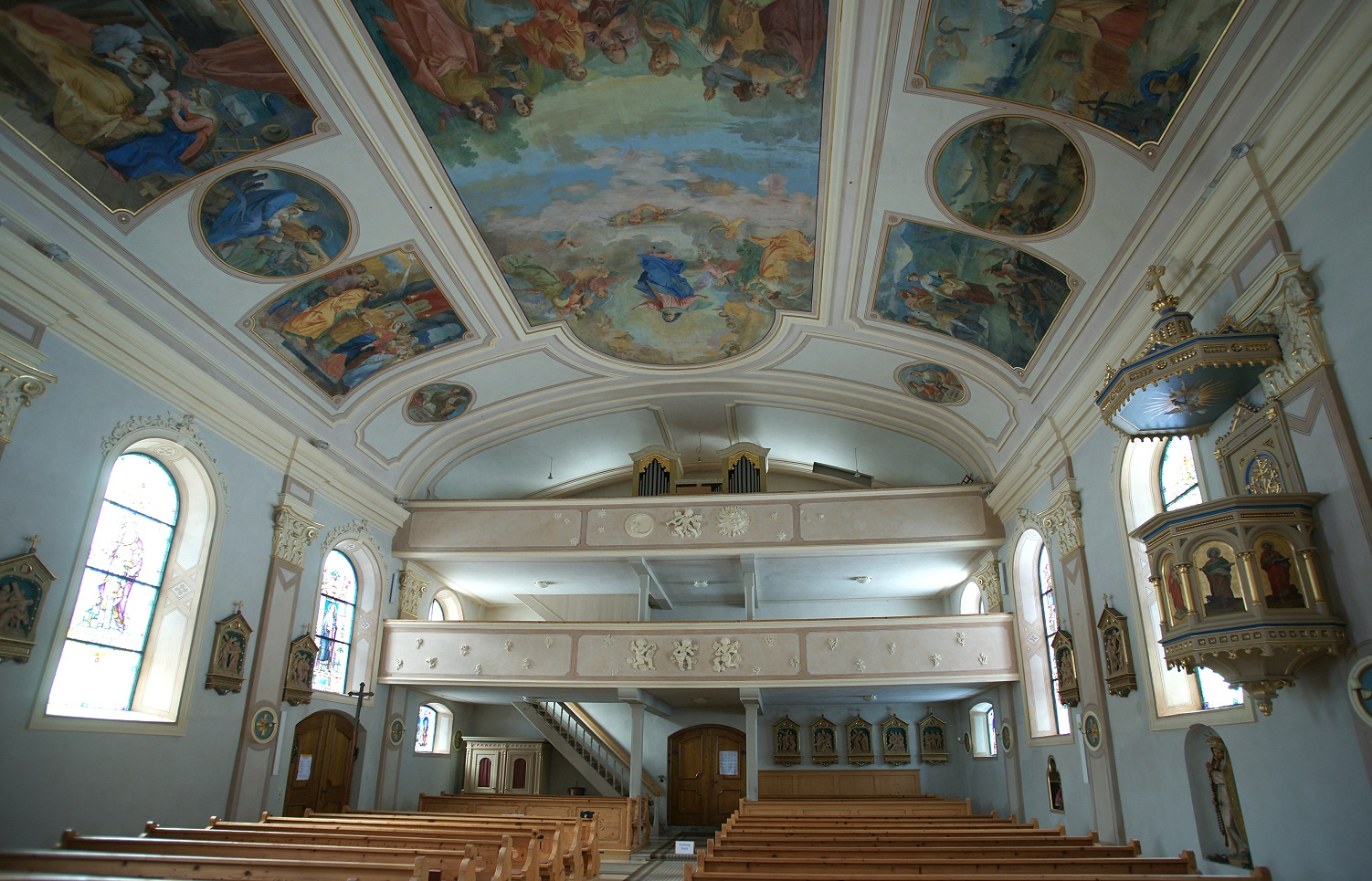
Langhaus, Blick zur Doppelempore

Die Pfarrkirche Nesselwängle steht in der Gemeinde Nesselwängle im Bezirk Reutte im Bundesland Tirol. Die dem Patrozinium Unsere Liebe Frau Mariä Himmelfahrt unterstellte römisch-katholische Pfarrkirche gehört zum Dekanat Breitenwang in der Diözese Innsbruck. Die Kirche und der Friedhof stehen unter Denkmalschutz (Listeneintrag).

## Geschichte
1506 Kaplanei, 1794 Kuratie, wurde die Kirche 1891 zur Pfarrkirche erhoben. 1722 wurde die gotische Kirche teils erneuert. Nach einem Brand 1882 erhielt die Kirche eine neue Einrichtung und Ausstattung und wurde 1885 neu geweiht.

## Architektur
Der im Kern spätromanische einschiffige Kirchenbau steht unter einem hohen Satteldach parallel zur Straße.
Das Langhaus mit vier Rundbogenfenstern hat an der südlichen Wand kleine spätromanische Rundbogennischen. Der eingezogene Chor schließt rund. Nördlich vom Chor steht der Turm, im Obergeschoß mit abgefasten Ecken und einem Dachabschluss aus dem Ende des 19. Jahrhunderts.
Das Kircheninnere zeigt ein vierjochiges Langhaus mit einer Doppelempore und einem umlaufenden Gesims mit einem Flachtonnengewölbe über einer Pilastergliederung. Die Rundbogenfenster haben eine Rahmung aus Stuck mit einem Pelikan im Scheitel. Der Triumphbogen ist eingezogen. Der eingezogene Chor mit einer Rundapsis hat ein Tonnengewölbe auf einem umlaufenden Gesims auf einer Pilastergliederung.
Die Fresken schuf Johann Kärle 1890/1891, im Chor Mariä Krönung mit Rosenkranzdarstellungen, die Heiligen Dominikus, Alfons, Benedikt und Antonius, im Langhaus Mariä Himmelfahrt, seitlich links die Heiligen Armelia, Radegund, Elisabeth, Wendelin, Ulrich, Notburga, Zita und Dula, rechts die Heiligen Joachim und Anna, Mariä Vermählung, Flucht nach Ägypten, Tod des hl. Josef, Zacharias und Elisabeth. Die Glasgemälde schuf Josef Ruprechter 1885.

## Ausstattung
Der Hochaltar mit einem Säulenaufbau nach einem Entwurf von Hubert Kittinger entstand 1954 durch die Gebrüder Zorz und Gebrüder Kuen.
Die Brüstungsorgel baute Franz Weber um 1885, die Orgel wurde später verändert.

## Kriegergedächtnisstätte
Die Kapelle aus 1951 an der Straße beinhaltet die Schnitzgruppe Jesus reicht einem Soldaten die Krone geschaffen von Dominikus Demetz.